# Canto de la Sibila
El Canto de la Sibila (catalán, Cant de la Sibil·la) es un drama litúrgico de melodía gregoriana que tuvo mucha difusión durante la Edad Media en el sudoeste de Europa y que se interpreta de forma tradicional en la Misa de Gallo (Matines) en las iglesias de Mallorca (entre las que destacan las interpretadas en el Monasterio de Lluc y en la Catedral de Palma) y en la catedral de Alguer, ciudad de Cerdeña.
Precisamente, Mallorca y Alguer son los dos únicos lugares en los que el canto constituye una tradición que se prolonga de forma continuada desde la Baja Edad Media hasta nuestros días, habiendo quedando incluso inmune de la prohibición acaecida en el Concilio de Trento (1545 - 1563) y a cualesquier otra vicisitud. Precisamente por ello, el día 16 de noviembre de 2010 fue declarado por la UNESCO Patrimonio Inmaterial de la Humanidad. Previamente había sido declarado Bien de Interés Cultural (BIC) por el Consejo Insular de Mallorca el 13 de diciembre de 2004.
La sibila es una profetisa del fin del mundo de la mitología clásica que se introdujo y adaptó al cristianismo gracias a la analogía que puede establecerse entre dicha profecía y el concepto bíblico del juicio final.
El testimonio más antiguo de la sibila cristianizada y cantada en monasterios (no popularizada aún) lo aporta un manuscrito en latín del monasterio de San Marcial de Limoges (Francia), en pleno Imperio Carolingio. En España el documento más antiguo que se conserva es un manuscrito visigodo de la mezquita-catedral de Córdoba del año 960, perteneciente a la liturgia mozárabe. Del siglo XI data también el manuscrito de Ripoll redactado en latín, en el ámbito de la cultura litúrgica hispánica, siendo en poblaciones de la actual Cataluña, en donde en buena medida arraigaría.
El Canto de la Sibila constituyó pues una tradición cultural cristiana que tenía como tema central el juicio final que se emitiría sobre buenos y malos, es decir, sobre los fieles al Rey y Juez Universal, cuya llegada era anunciada desde la fiesta de su nacimiento en la condición humana. Inicialmente no fue propio de la Nochebuena actual.
El primer paso en el proceso de popularización fue la incorporación del canto en latín en las catedrales, por sus presbíteros. Así fue sucediendo en territorios occidentales del sur de Europa que actualmente forman parte de España, Francia, Italia y Portugal, llegando a Mallorca con toda seguridad, como consecuencia, en la época de la Reconquista, de la Conquista de Mallorca en 1229 por y para la Corona de Aragón, regida por Jaime I de Aragón o rey En Jaume. La primera información de que se dispone del Canto de la Sibila en la catedral de Mallorca nos la proporciona la consueta de tempore, redactada también en latín entre 1360 y 1363.
Otros pasos en el camino de su popularización fueron la incorporación del canto en los maitines de Navidad. En este sentido, a dicha consueta de tempore mallorquina se le incorporó un añadido o apéndice redactado en la segunda mitad del siglo XV, en concreto entre 1463 y 1468, que amplía la dramatización del Canto de la Sibila, que podía ser interpretado en latín por presbíteros o por un niño ataviado hermosamente como una doncella con una espada, quien podía cantarla en latín o en mallorquín o catalán antiguo, lo cual informa del último paso para su popularización definitiva en Europa, que no es otro que la progresiva utilización de las lenguas romances en su interpretación.
Así, la versión más antigua con música (utilizando pentagrama) y redactada en mallorquín o catalán se conserva en un cantoral del siglo XV procedente del convento de la Concepción de Palma, custodiado en el Centro de Estudios Teológicos de Mallorca. En las mismas fechas se recoge en un "Lectionarium" de la Catedral de Barcelona, también con notación musical. No obstante, en Mallorca, no fue sino hasta el año 1511, cuando un clérigo de la catedral de Palma, monseñor Joan Font, redactó otra consueta, de la Sagristia, ya íntegramente en el catalán allí hablado.
Con el paso del tiempo, cabe suponer que fueron o bien un excesivo folclorismo o bien el no haber conseguido marcar esencias de expresión de fe en la comunidad creyente, los motivos de la desaparición del canto en lo que hoy es Francia, Portugal, Italia (salvo en Alguer) y en el resto de España (Castilla, Aragón, Galicia y Cataluña), tras su prohibición por el Concilio de Trento finalizado en 1563.
En Mallorca la prohibición en aplicación del Concilio de Trento se produjo en 1572, después de que dos años antes Diego de Arnedo, obispo de Mallorca, dejara la isla sin regresar jamás a ella, para promocionar en Huesca. Sin embargo, el posterior obispo, nombrado en 1573, Joan Vich i Manrique, natural de Valencia, condescendiente con las costumbres mallorquinas, propuso a un grupo de canónigos de la isla en 1575 la interpretación de canciones devotas (básicamente villancicos) entre los nocturnos de los maitines de Navidad así como el restablecimiento del Canto de la Sibila en la catedral de Mallorca. Tres años, pues, había durado el lapsus en el que no se interpretó ahí. Parece que la condición del restablecimiento fue que no se difuminara el sentido profundamente religioso de la representación; lo que demuestra que la prohibición de la jerarquía nunca constituyó un imperativo absoluto y que el pueblo no defendía sus esencias al margen del arbitrio de la mitra en sus prohibiciones. Es más, el canto sibilino se representaba también en otros momentos distintos de la Nochebuena o Nit de Nadal, por ejemplo en las vísperas de las fiestas de algunos santos. Aún hoy en alguna parroquia rural se mantiene su representación en las vísperas del día de la Epifanía (la Noche de Reyes), por ejemplo en la localidad mallorquina de Muro.
Otro episodio comparable se produjo en 1666, cuando el obispo foráneo Pedro Fernando Manjarrés y Heredia mandó que no se interpretara el Canto de la Sibila ni ninguna otra representación en sus iglesias, sin licencia escrita del obispado, so pena de excomunión mayor; si bien dicha norma de supervisión y control o policía nunca dio lugar a que dejase de interpretarse. Su sucesión en 1671 por el mallorquín Bernat Lluís Cotoner supuso la vuelta de las aguas a su cauce.
Cantado actualmente en Mallorca, parece tener como precedente directo un texto contenido al final de un libro de cofradías de 1600 (que fue publicado en 1901 por Estanislao Aguiló). Éste es uno de los textos más antiguos, si no el que más, en el que aparece el personaje del anticristo en el Canto de la Sibila, de cuyas características formales puede señalarse que no es una pieza literaria culta o sacralizada, pues son versos a veces cojos, sobre los que ocasionalmente metían mano quienes enseñaban a los niños a cantarlos. Por su parte, el canto sibilino de la ciudad de L’Alguer es más completo que el de Mallorca.
El último paso evolutivo reseñable en clave de género, y que por tanto explica el actual Canto en mallorquín, se produjo tras el Concilio Vaticano II, clausurado en 1965, cuando se admitió la presencia en el presbiterio de niñas o mujeres para hacer las veces de lectoras o monitoras, momento a partir del cual pudieron empezar a ejercer el papel conferido anteriormente a los niños varones.
Finalmente, cabe citar que recientemente se está intentando reintroducir el Canto de la Sibila, a saber, en la catedral de Barcelona (2009), en la Basílica de Santa María del Mar (Barcelona), así como en la catedral de Valencia y otras poblaciones de la actual Comunidad Valenciana, tales como Jaraco, Gandía, Onteniente, donde se interpreta en latín desde el año 2000, y Sueca que la recuperó en la Navidad de 1991 y ha continuado representandola ininterrumpidamente desde entonces.

## Letra de la Sibila de la Mallorca delsigloXV
A continuación, parte de la letra de la versión mallorquina más antigua, que data del siglo XV.
(Las negritas constituyen texto completado gracias a una versión occitana o provenzal, por el filólogo catalán Manuel Milà y Fontanals en 1880, en la órbita de la Renaixença).
Al jorn del Judici
parrà el qui haurà feyt servici.
Y todos responden eso mismo.
Un Rey vendrà perpetual
del cel quant may non fo aytal;
en carn vendrà certanament
per far del segla jutjament.
Responden todos así:
Al jorn del judici
parrà qui haurà fet servici.
E diu la dita cantora així:
(A)ns del judici tot anant
apparrà un senyal molt gran
la terra gitarà suor
e terminarà de gran pauor
(Aquí falta un folio)
Los puigs e.ls plans seran eguals;
aquí seran els bons e.ls mals:
els comtes, els reys e.ls barons
qui de lurs fayts retran raysons.
Al jorn del judici.
Hanc hom non féu res ten secret
no he dixé ne ho panset
que no sia aquí tot clar;
a no y porà res celar.
Al jorn del.
La Donhs no haurà hom talent
de riquesas, d'aur ni d'ergent;
no haurà hom de res desir,
mas ten solament de morir.
Al jorn.
Del morir serà tot lur talens;
adochs los glatiran les dens;
no y haurà qui no s'i plor;
tot lo món jaurà en tristor.
Al jorn.
Cascun cos s'arma cobrarà,
e bons e mals la donchs parran;
los bons iran ab Déu laxús
e.ls mals hiran a infern jus.
Responden: Al jorn del judici.
Los infants que nats no seran
dins en lo ventra ploraran;
e cridaran tot altament:
Senyor ver Déu omnipotent.
Al jorn del judici.
E dirà cascú així:
Senyor, hajes esser neient
que quan venim a jutgement.
Al jorn.
Déus dexendrà del cel sajús
axí con fo levat en crus
per judeus falsos e traidós,
que Déu los cresca lus dolós.
Al jorn del judici.
So és aquest que vós pangés
e en la creu lo claufiqués;
ar'és vengut al jutgement
lo Fil de Déu omnipotent.
Al jorn del judici.
Deus dirá a aycels dulcement
que duran prendra salvament:
Venits a mi los amichs meus
de tots perills..

## Guion del acto de la Sibila recuperada en el 2000 en Ontinyent
- La noche de los tiempos.
- Introducción previa, protagonizada por la tempestad como símbolo de la emanación.
- Toque de campanas a tempestad interpretando el verbo.
- Aparición de les parcas, "mories" o hilanderas como a hijas de la noche.

- Procesión de entrada de la Danza de la Muerte desde la puerta principal.
- Danza de la Muerte (Poema de Sergi Gómez i Soler basado en escritos tradicionales de Morella). Interpretada por el Grup de Danses d'Ontinyent. (*)
Morte, frares, nos cové, mas no en sabem la hora"
Aquest món no pot durar, que porta mala via. I tot és
vanitat mundanal í pompa mai no pia.
Tot mortal ben bé ha de saber que tornarà a ser cendra.
Ni papes ni emperadors conservaran prebenda.
Lo temps breu s'esmunyirà. No tindrà el món remença?
No tindrà el món remença?
Un gran rei prompte serà nat, la verge va concebre.
De drapets ben mal faixat, girat sobre un pessebre.
D'un nou llum, la fí d'Advent, esperàvem salvança.
Cal que al cel apleguem el que havem, tal dit Déu ens diria:
Allí on tinguérem els nostres béns, el cor reposaria.
- Toque de campanas como llamamiento al Canto. Adaptación del toque de llamamiento a vísperas al Seminario de Orihuela.
- Introducción con órgano y el círculo.
- Diálogo entre las trompetas como aviso del Canto. (*)
- Procesión de entrada de las sibilas desde la puerta principal. Melodía procesional “Iudicii Signum”, con viento, cuerda y campanas. (*)
- Toque del Ángelus, oración segunda. Adaptación del campanario de la Villa de Ontinyent.
- Tema de la sibila con percusión, tarotas y otros instrumentos de viento, y adaptación de Toque a Muerte del Campanario de la Villa de Onteniente.
- Estribillo con cuerda y viento.
- Coplas de la sibila:

Un rei vindrà perpetual
vestit de nostra carn mortal;
del cel vindrà tot certament
per fer del segle jutjament.
- Estribillo con voz, cuerda y viento:

Ans del judici no serà
un gran senyal se mostrarà;
lo sol perdrà lo resplandor,
la terra tremirà de por.
- Estribillo con voz, cuerda y viento:

Al jorn del judici se pagarà nostre servici.
Mostrar-se han quinze senyal
per lo món molt generals,
de morts ressuscitaran,
de on tots tremolaran.
- Estribillo con la coral, cuerda y viento:

Al jorn del judici se pagarà el nostre servici.
- Tema musical: Campanas de la sibila (*) con la intervención de los timbales.
- Estribillo con cuerda y viento.

### Participantes en la Sibila de Onteniente
La organización va a cargo del grupo de música antigua “Menestrils” y la Colla de Campaners d'Ontinyent (campanario de la Villa de Ontinyent). Además también colaboran diferentes formaciones, como el Grup de Danses d'Ontinyent, la Agrupació Musical d'Ontinyent, el Nou Orfeó, la Colla de xirimiters i tabals d’El Regall, la coral “Llorenç Barber” de Ayelo de Malferit, el grupo de percusión y dulzaina “La Colla” y la participación de diversos músicos del Valle de Albaida.
La sibila es interpretada por Consol Rico y Cecília Blanquer y la dirección está a cargo del ontinyentí Francesc Tortosa.
El texto del Canto de la Sibila en latín, que es como se interpreta en Onteniente, empieza con las siguientes palabras:
Iudicii signum tellus sudore madescet
“Signo del juicio: la Tierra será empapada de sudor” Estos versos nos amenazan con el recuerdo de la proximidad del Juicio Final, y tal y como dice, a nosotros, como hará el mundo, también nos haría falta empezar a sudar por el temor. El texto que la sibila entona es terrible y sobrecogedor, puesto que con esto lo que se pretendía era la contrición del espíritu de nuestros antepasados. El tremendismo que transmiten estos versos tenía como objetivo anunciar a los cristianos la proximidad de la segunda venida de Jesucristo para juzgar el mundo. Este anuncio se hacía y se continúa haciendo, puesto que entendían que es un tiempo de alegría.
Este canto tiene una gran fuerza en la melodía y, además, dispone de una letra muy rica e intensa que siempre nos mantiene entre la expresión más salvaje del dolor y la descripción cruda de unos imaginativos desastres, prácticamente todos de tipo natural y cotidianos. La fuerza de la representación reside en la melodía, pero también en la letra, en la que destaca el miedo continuado que se quiere provocar al espectador, un miedo que proviene de las pestes o pérdidas de cosechas o de otras desgracias cotidianas que amenazaban la supervivencia cotidiana de nuestros antepasados.
En las Bucólicas de Virgilio (libro IV) puede leerse una profecía de la sibila cumana en el que anuncia un supuesto fin del mundo:
Heus ací que recomença l'ordre dels segles.
Hi torna també la Verge, torna el regne de Saturn.
Una nova generació davallarà des de dalt dels cels.
Desde el cristianismo emergente de la época se interpretaron estas palabras de manera apocalíptica y entendieron que esta sibila anunciaba la segunda venida de Jesucristo para juzgar el mundo.
Los anuncios de las sibilas los podemos encontrar en diferentes idiomas, puesto que a principios del siglo XIII se tradujeron del latín a las lenguas vulgares (catalán, astur-
leonés, castellano…), con un marcado interés pedagógico.
Esta profecía de la llegada del Juicio Final que anunciaban las sibilas quedó fijada en la Noche de Navidad, debido a que la homilía o lección de San Agustín de Hipona era leída en la vigilia de Navidad. De esta manera se trataba de convencer a los no creyentes. En Onteniente esta representación se ha fijado el 22 de diciembre. La lectura e interpretación de esta lección se hacía en el segundo nocturno del oficio de madrugada de Navidad y con el tiempo aconteció una interpretación cantoral y teatral.
De esta forma, este anuncio llegó a representarse de manera teatral o parateatral desde el siglo IX. Otro ejemplo de representación son diferentes episodios de la vida de Jesús (los Pastorcitos de Belén, la Pasión…) o algunos anuncios y felicitaciones paralitúrgicos de fiestas como es el caso del Asguinaldo de Onteniente.

## Recuperación del Canto de la Sibila
Cabe citar que recientemente en determinados lugares se está intentando reintroducir el Canto la Sibila, a saber, en la catedral de Barcelona (2009), en la catedral de Tarragona (2013), así como en diversas poblaciones de la actual Comunidad Valenciana, tales como en Algemesí, Jaraco, Gandía, Sueca, Teulada y en Onteniente, en donde se interpreta en latín desde el año 2000.
Se parte de los restos encontrados, especialmente a partir del Cantorale Mallorquín del siglo XV, pero también de los escritos de las Catedrales de Vich, Toledo, Gerona o Valencia.
De todo el conjunto de sibilas cantadas en Mallorca, la más evolucionada es la de la Catedral de Mallorca.

## Discografía
- Cant de la Sibil·la I. Catalunya. Jordi Savall. Montserrat Figueras. La Capella Reial de Catalunya. Astrée (Naïve) "Música Ibérica" ES 9971. 1988. (Información en medieval.org - en inglés)
- El Canto de la Sibila II. Galicia - Castilla. Jordi Savall. Montserrat Figueras. La Capella Reial de Catalunya. Astrée "Naïve" (Auvidis) "Música Ibérica" ES 9942. 1996. (Información en medieval.org - en inglés)
- El cant de la Sibil·la. Mallorca - València 1400-1560. Jordi Savall. Montserrat Figueras. La Capella Reial de Catalunya. Alia Vox AV 9806. 1999. (Información en medieval.org - en inglés)
- Iudicii Signum. Carles Magraner. Capella de Ministrers. Licanus CDM 0203. 2002. (Información en medieval.org - en inglés)
- Cançoner de Gandia (El cant de la Sibil·la). Carles Magraner. Capella de Ministrers. Auvidis Ibèrica (Naïve) AVI 8021. 1997. (Información en medieval.org - en inglés)
- Campus Stellae. Saint-Martial de Limoges / Santiago de Compostela. Brigitte Lesne. Discantus. Opus 111 30-102. 1994. (Información en medieval.org - en inglés)
- No está grabada, pero se puede encontrar en videos de you tube, la versión de Rita Guerrero con el coro de la Universidad del Claustro de Sor Juana, se presentó junto con el Libre Vermell de Montserrat.
- Cant de la Sibil·la. María Arnal i Marcel Bagės. Clamor (Fina Estampa). 2021.
- The Song of Sybil, interpretada por la banda australiana Dead Can Dance, en su disco Toward The Within.

### Libros
- Francesc Vicens: El canto de la Sibila en Mallorca Archivado el 12 de diciembre de 2005 en Wayback Machine. (en catalán)
- Maricarmen Gómez Muntané: El Canto de la Sibila I. León y Castilla II. Cataluña y Baleares. Alpuerto. Madrid. 1996-1997
- La Sibila. Sonido. Imagen. Liturgia. Escena. Maricarmen Gómez & Eduardo Carrero. Alpuerto. Madrid. 2015
- Sadurní Martí: "El viaje textual de la Sibila, entre Occitania y Cataluña", en El Juicio Final: Sonido. Imagen. Liturgia. Escena, ed. Maricarmen Gómez Muntané. Madrid: Alpuerto, 2017, p. 217-249. (ISBN 978-84-381-0500-9).

### Webs informativas
- Recopilación de páginas web que hablan sobre el Canto de la Sibila (en catalán)
- El Canto de la Sibila en MallorcaWeb (en catalán)
- Coro de la Universidad del Claustro de Sor Juana en la ciudad de México, dirigido por Rita Guerrero
- El Cant de la Sibil-la, descrito en una página de la Unesco
- Teulada recupera la tradición medieval del “Cant de la Sibil-la” donde se anuncia el fin del mundo. En elperiodic.com de 23 de diciembre de 2011. Consultado el 29 de diciembre de 2011.

### Audio
- Versión completa (11.14) en formato Real Audio (Blavets de Lluc) (en catalán)
- Vídeo en Youtube de la producción hecha en Gracia (Barcelona)

- Datos: Q80383
- Multimedia: The Song of the Sibyl / Q80383